# Lekkoatletyka na Letnich Igrzyskach Olimpijskich 1964 – bieg na 200 m kobiet
Bieg na 200 metrów kobiet podczas XVIII Letnich Igrzysk Olimpijskich w Tokio rozegrano 18 (eliminacje i półfinały) i 19 października (finał) 1964 na Stadionie Olimpijskim w Tokio. Zwyciężczynią została Amerykanka Edith McGuire, która w finale ustanowiła rekord olimpijski wynikiem 23,0 s.

## Rekordy

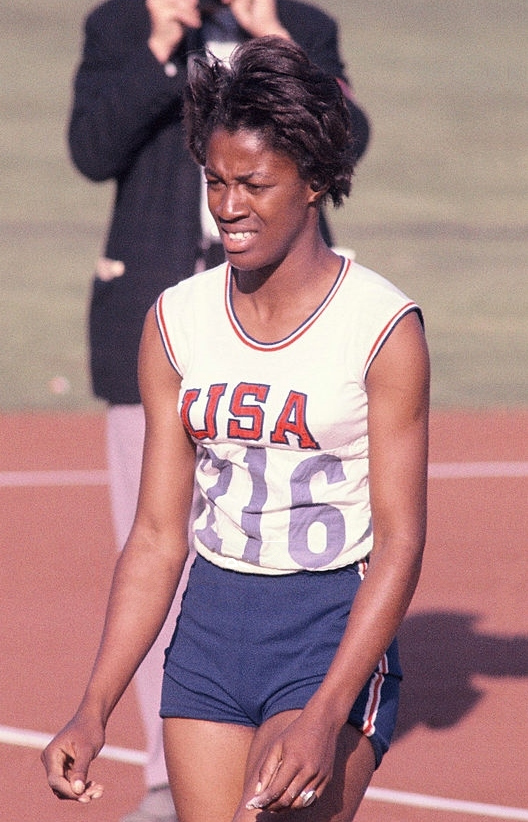
Edith McGuire

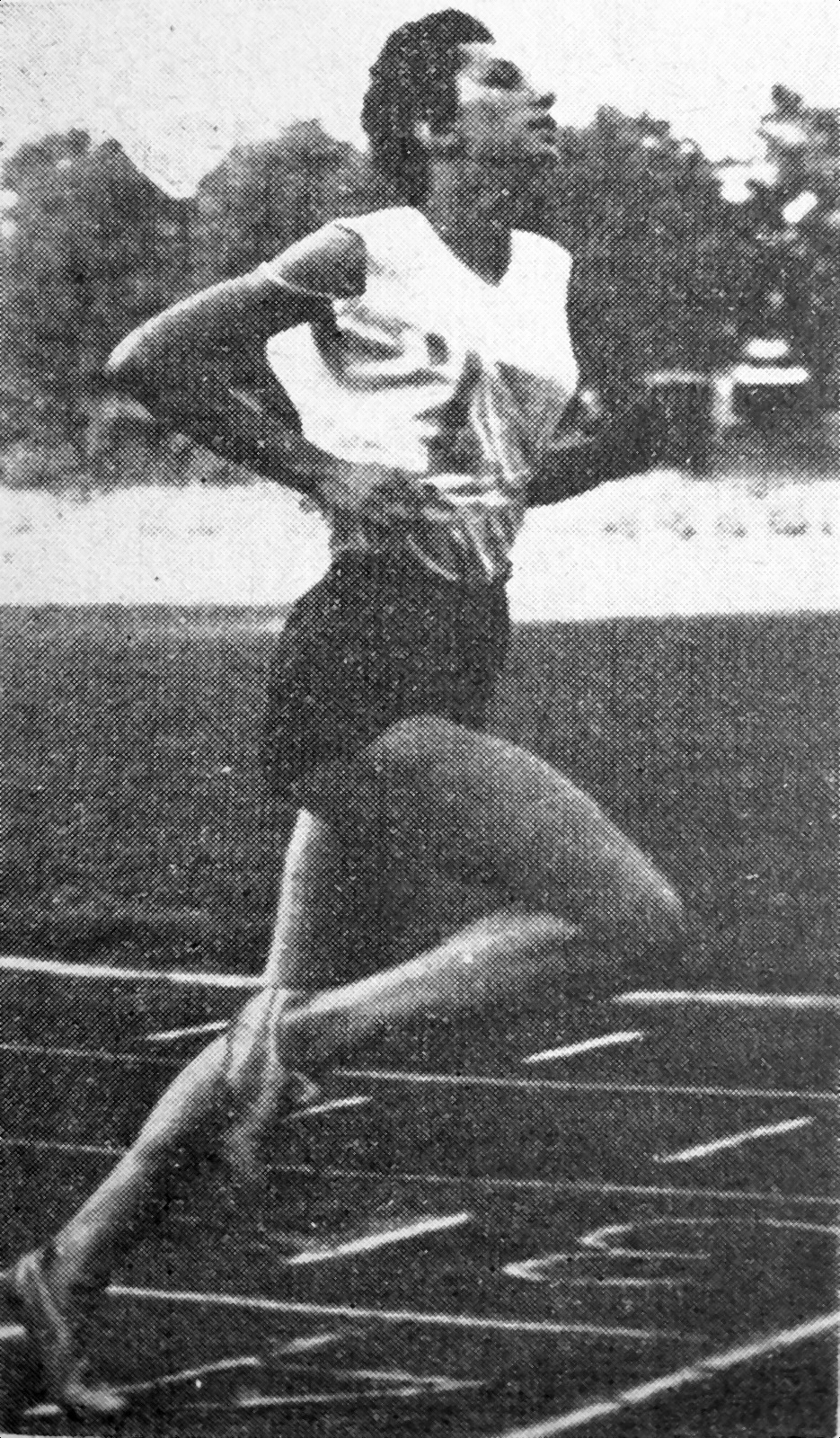
Irena Kirszenstein

|                   | zawodniczka      | narodowość        | czas | data                 | miejsce        |
| ----------------- | ---------------- | ----------------- | ---- | -------------------- | -------------- |
| Rekord świata     | Wilma Rudolph    | Stany Zjednoczone | 22,9 | 9 lipca 1960(dts)    | Corpus Christi |
| Rekord świata     | Margaret Burvill | Australia         | 22,9 | 22 lutego 1964(dts)  | Perth          |
| Rekord olimpijski | Wilma Rudolph    | Stany Zjednoczone | 23,2 | 3 września 1960(dts) | Rzym           |

## Wyniki
| Poz. - pozycja |
| – rekord świata \| – rekord krajowy \| – rekord życiowy \| = – wyrównany rekord życiowy \| · – najlepszy wynik w sezonie \| = – wyrównany najlepszy wynik w sezonie \| – rekord olimpijski |
| Fn – falstart \| DNF – nie ukończyła \| DNS – nie wystartowała \| DSQ – zdyskwalifikowana                                                                                                  |

### Eliminacje
Rozegrano sześć biegów eliminacyjnych. Do półfinałów awansowały po dwie najlepsze zawodniczki z każdego biegu (Q) oraz cztery z najlepszymi czasami spośród pozostałych (q).

#### Bieg 1
| Poz. | Zawodniczka     | Narodowość      | Rezultat | Uwagi |
| ---- | --------------- | --------------- | -------- | ----- |
| 1    | Janet Simpson   | Wielka Brytania | 24,0w    | Q     |
| 2    | Eva Lehocká     | Czechosłowacja  | 24,2w    | Q     |
| 3    | Joyce Bennett   | Australia       | 24,3w    | q     |
| 4    | Michèle Lurot   | Francja         | 24,7w    |       |
| 5    | Erzsébet Bartos | Węgry           | 24,9w    |       |
| 6    | Esperanza Girón | Meksyk          | 25,3w    |       |
| –    | Halina Górecka  | Polska          | DNS      |       |

#### Bieg 2
| Poz. | Zawodniczka           | Narodowość | Rezultat | Uwagi |
| ---- | --------------------- | ---------- | -------- | ----- |
| 1    | Miguelina Cobián      | Kuba       | 23,8w    | Q     |
| 2    | Barbara Sobotta       | Polska     | 24,1w    | Q     |
| 3    | Irene Piotrowski      | Kanada     | 24,4w    |       |
| 4    | Inge Aigner           | Austria    | 24,7w    |       |
| 5    | Susana Ritchie        | Argentyna  | 24,7w    |       |
| –    | Margit Nemesházi      | Węgry      | DNS      |       |
| –    | Ulla-Britt Wieslander | Szwecja    | DNS      |       |

#### Bieg 3
| Poz. | Zawodniczka      | Narodowość        | Rezultat | Uwagi |
| ---- | ---------------- | ----------------- | -------- | ----- |
| 1    | Margaret Burvill | Australia         | 24,2w    | Q     |
| 2    | Heilwig Jacob    | Niemcy            | 24,2w    | Q     |
| 3    | Galina Gajda     | ZSRR              | 24,4w    |       |
| 4    | Debbie Thompson  | Stany Zjednoczone | 24,6w    |       |
| 5    | Irene Muyanga    | Uganda            | 27,6w    |       |
| –    | Clarice Ahanotu  | Nigeria           | DNS      |       |
| –    | Jean Mitchell    | Panama            | DNS      |       |

#### Bieg 4
| Poz. | Zawodniczka         | Narodowość        | Rezultat | Uwagi |
| ---- | ------------------- | ----------------- | -------- | ----- |
| 1    | Ludmiła Samotiosowa | ZSRR              | 23,8     | Q     |
| 2    | Dorothy Hyman       | Wielka Brytania   | 24,0     | Q     |
| 3    | Vivian Brown        | Stany Zjednoczone | 24,1     | q     |
| 4    | Miriam Sidranski    | Izrael            | 24,6     |       |
| 5    | Adlin Mair-Clarke   | Jamajka           | 25,0     |       |
| 6    | Kusolwan Sorut      | Tajlandia         | 26,1     |       |
| 7    | Marcela Daniel      | Panama            | 26,6     |       |

#### Bieg 5
| Poz. | Zawodniczka   | Narodowość        | Rezultat | Uwagi |
| ---- | ------------- | ----------------- | -------- | ----- |
| 1    | Edith McGuire | Stany Zjednoczone | 23,4w    | Q     |
| 2    | Marilyn Black | Australia         | 23,7w    | Q     |
| 3    | Una Morris    | Jamajka           | 24,2w    | q     |
| 4    | Mona Sulaiman | Filipiny          | 25,4w    |       |
| 5    | Song Yang-ja  | Korea Południowa  | 26,5w    |       |
| –    | Jutta Heine   | Niemcy            | DSQ      |       |
| –    | Marija Itkina | ZSRR              | DNS      |       |

#### Bieg 6
| Poz. | Zawodniczka        | Narodowość        | Rezultat | Uwagi |
| ---- | ------------------ | ----------------- | -------- | ----- |
| 1    | Irena Kirszenstein | Polska            | 23,8w    | Q     |
| 2    | Daphne Arden       | Wielka Brytania   | 24,2w    | Q     |
| 3    | Doreen Porter      | Nowa Zelandia     | 24,2w    | q     |
| 4    | Erika Pollmann     | Niemcy            | 24,4w    |       |
| 5    | Makiko Izawa       | Japonia           | 25,3w    |       |
| 6    | Delceita Oakley    | Panama            | 26,2w    |       |
| 7    | Yeh Chu-mei        | Republika Chińska | 27,1w    |       |

### Półfinały
Rozegrano dwa biegi półfinałowe. Do finału awansowały po cztery najlepsze zawodniczki z każdego biegu.

#### Bieg 1
| Poz. | Zawodniczka        | Narodowość        | Rezultat | Uwagi |
| ---- | ------------------ | ----------------- | -------- | ----- |
| 1    | Edith McGuire      | Stany Zjednoczone | 23,3     | Q     |
| 2    | Irena Kirszenstein | Polska            | 23,6     | Q     |
| 3    | Janet Simpson      | Wielka Brytania   | 23,7     | Q     |
| 4    | Daphne Arden       | Wielka Brytania   | 24,0     | Q     |
| 5    | Margaret Burvill   | Australia         | 24,3     |       |
| 6    | Eva Lehocká        | Czechosłowacja    | 24,5     |       |
| 7    | Joyce Bennett      | Australia         | 24,7     |       |
| –    | Miguelina Cobián   | Kuba              | DSQ      |       |

#### Bieg 2
| Poz. | Zawodniczka         | Narodowość        | Rezultat | Uwagi |
| ---- | ------------------- | ----------------- | -------- | ----- |
| 1    | Marilyn Black       | Australia         | 23,4w    | Q     |
| 2    | Ludmiła Samotiosowa | ZSRR              | 23,7w    | Q     |
| 3    | Una Morris          | Jamajka           | 23,7w    | Q     |
| 4    | Barbara Sobotta     | Polska            | 23,7w    | Q     |
| 5    | Dorothy Hyman       | Wielka Brytania   | 23,9w    |       |
| 6    | Doreen Porter       | Nowa Zelandia     | 24,0w    |       |
| 7    | Heilwig Jacob       | Niemcy            | 24,1w    |       |
| 8    | Vivian Brown        | Stany Zjednoczone | 24,3w    |       |

### Finał
| Poz. | Zawodniczka         | Narodowość        | Rezultat | Uwagi |
| ---- | ------------------- | ----------------- | -------- | ----- |
| 1    | Edith McGuire       | Stany Zjednoczone | 23,0     | [ 1 ] |
| 2    | Irena Kirszenstein  | Polska            | 23,1     | [ 3 ] |
| 3    | Marilyn Black       | Australia         | 23,1     |       |
| 4    | Una Morris          | Jamajka           | 23,5     | [ 4 ] |
| 5    | Ludmiła Samotiosowa | ZSRR              | 23,5     |       |
| 6    | Barbara Sobotta     | Polska            | 23,9     |       |
| 7    | Janet Simpson       | Wielka Brytania   | 23,9     |       |
| 8    | Daphne Arden        | Wielka Brytania   | 24,0     |       |